# 아리초
아리초(Aritzo, 사르데냐어: Arìtzo)는 이탈리아 사르데냐주 누오로도에 있는 코무네이다. 칼리아리에서 북쪽으로 약 80 킬로미터 (50 mi), 누오로에서 남서쪽으로 약 40 킬로미터 (25 mi) 떨어져 있다.
아리초는 아르차나, 벨비, 데술로, 가도니, 라코나, 메아나사르도, 세울로와 접하고 있다.

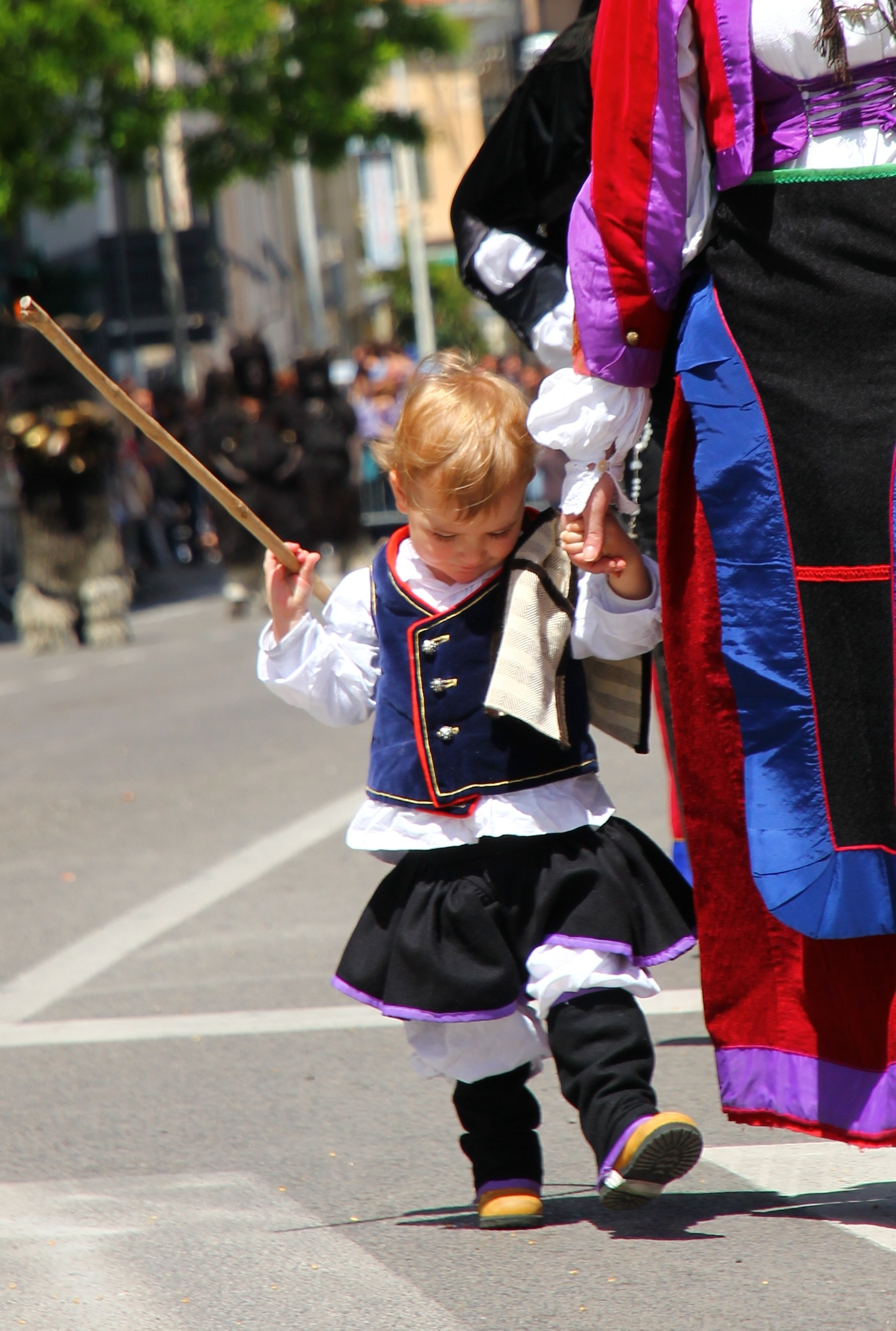
아리초 전통 의상을 입은 아이.